# Arthur Lyon
Arthur Lyon (n. 1 august 1876, New York City, New York, SUA – d. 13 iunie 1952, Santa Monica, California, SUA) a fost un scrimer american, medaliat olimpic. A participat la 3 ediții ale Jocurilor Olimpice (1920, 1924, 1928) în care a câștigat o medalie de bronz.